# Buhl-Lorraine
Buhl-Lorraine là một xã trong vùng Grand Est, thuộc tỉnh Moselle, quận Sarrebourg, tổng Sarrebourg. Tọa độ địa lý của xã là 48° 43' vĩ độ bắc, 07° 04' kinh độ đông. Buhl-Lorraine nằm trên độ cao trung bình là 260 mét trên mực nước biển, có điểm thấp nhất là 248 mét và điểm cao nhất là 325 mét. Xã có diện tích 11,2 km², dân số vào thời điểm 2004 là 1061 người; mật độ dân số là 94,7 người/km².